# Prosoplus obliqueplagiatus
Prosoplus obliqueplagiatus là một loài bọ cánh cứng trong họ Cerambycidae.